# Siddhartha Kaul

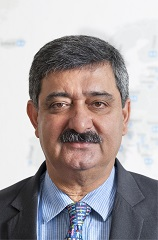
Siddhartha Kaul (2014)

Siddhartha Kaul (* 21. September 1954 in Pilani, Rajasthan, Indien) war von Juli 2012 bis Juli 2021 Präsident von SOS-Kinderdorf International.

## Biografie
Kaul studierte Architektur in Ahmedabad-Gujrat und freie Künste an der Universität Delhi. Er spricht Englisch und Hindi sowie etwas Singhalesisch und Kashmiri.
1964 gründete Kauls Vater das erste SOS-Kinderdorf in Indien, nachdem er den Organisationsgründer Hermann Gmeiner kennengelernt hatte. Kaul selbst wurde 1978 Direktor des SOS-Kinderdorfs in Chennai, Südindien. Seither hat er der Organisation in unterschiedlichen Positionen gedient, sowohl in unterstützender als auch in beratender Funktion. Er baute SOS-Kinderdörfer in Sri Lanka auf und leitete nach Konflikten in der Region den Wiederaufbau der Organisation in Vietnam, Laos und Kambodscha. Er war außerdem verantwortlich für das bis dahin größte Notfallprogramm verantwortlich, welches SOS-Kinderdorf 2004 als Antwort auf den Tsunami im Indischen Ozean startete.
Als stellvertretender Generalsekretär für die SOS-Kinderdorf-Region Asien von 2001 bis 2012 war er Mitglied des Senior Management Teams von SOS-Kinderdorf International und hat zu den Strategieprozessen beigetragen.
Kaul wurde im Juni 2012 zum Präsidenten von SOS-Kinderdorf International gewählt und im Juni 2016 für eine zweite vierjährige Periode wiedergewählt. Unter seiner Präsidentschaft wurde die Strategy 2030 als Leitlinie für die Arbeit von SOS-Kinderdorf bis zum Ende des Jahrzehnts entwickelt.
Kauls Mandat endete im Juli 2021, sein Nachfolger als Präsident von SOS-Kinderdorf International wurde Dereje Wordofa aus Äthiopien.

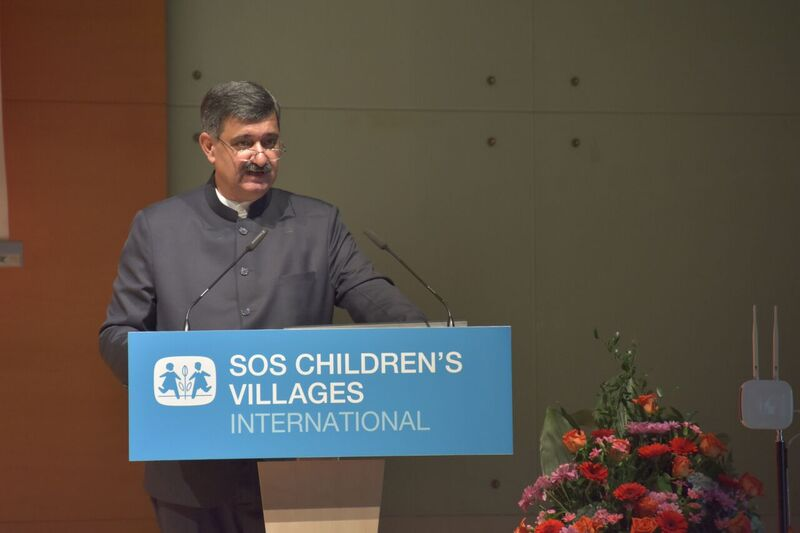
Präsident Kaul spricht in der Generalversammlung 2016

## Ehrungen
- Sri Lankan National Honour, Ehrung für Personen ohne sri-lankische Staatsbürgerschaft für „herausragende Dienste von höchst lobenswerter Natur“, verliehen durch den ehrwürdigen Präsidenten von Sri Lanka, stellvertretend für die Regierung von Sri Lanka (2017)
- Prinzessin-von-Asturien-Preis, Oviedo, Spanien (2016)
- Anerkennung für seine Dienste an die Stadt Dien Bien Phu, Vietnam (2010)
- Monisaraphon / Mohasena Auszeichnung durch den Premierminister von Kambodscha bzw. die königliche Regierung Kambodscha (2010)
- E commender de la Medaille du Sahametri königliche Regierung Kambodscha (2003)
- Auszeichnung für den Einsatz für Arbeiter, Invalide und Soziale Belange, Regierung von Vietnam (1997)
- Auszeichnung für besondere Verdienste, Jugendvereinigung Ho Chi Minh City, Vietnam (1994)
- Freundschaftspreis, Regierung von Vietnam (1992)
- SOS Ehrenring von Professor Dr. Hermann Gmeiner (1984)